# سد استنگ‌ترنگ
سد استنگ‌ترنگ (به لاتین: Stung Treng Dam) یک سد در کامبوج است که در استان استونگ ترنگ واقع شده‌است.